# Château de Marsan (Roquefort)
Ne doit pas être confondu avec Château de Marsan (Marsan).
Le château de Marsan est le vestige d'une ancienne demeure seigneuriale fortifiée située sur la commune de Roquefort, dans le département français des Landes.

## Présentation
Établi sur un éperon rocheux haut de 15 mètres à la confluence de la Douze et de l'Estampon, le castrum des premiers vicomtes de Marsan est déjà érigé dans les premières années du XIIe siècle. Sa construction attire des populations et entraîne le développement d'un habitat vers le nord, à l'origine du bourg castral (castelnau) de Roquefort. A l'extrémité du bourg dans sa configuration d'origine, à environ 200 mètres du château, se dresse l'église Sainte-Marie, fondée au XIIe siècle par l'abbaye de La Sauve-Majeure sur un terrain offert par le vicomte Loup Aner, père de Pierre de Marsan.
L'unique tour subsistante du château abrite l'entrée d'un souterrain et porte le blason, losangé d'or et de gueules, de la famille de Marsan. Cette tour accueille de nos jours une peña taurine. On y accède en empruntant une rampe à la pente relativement raide. Trop petite pour avoir servi d'habitation, cette tour était destinée à la surveillance. Conformément à l'architecture militaire de l'époque, elle est dans une cour protégée d'un mur d'enceinte.

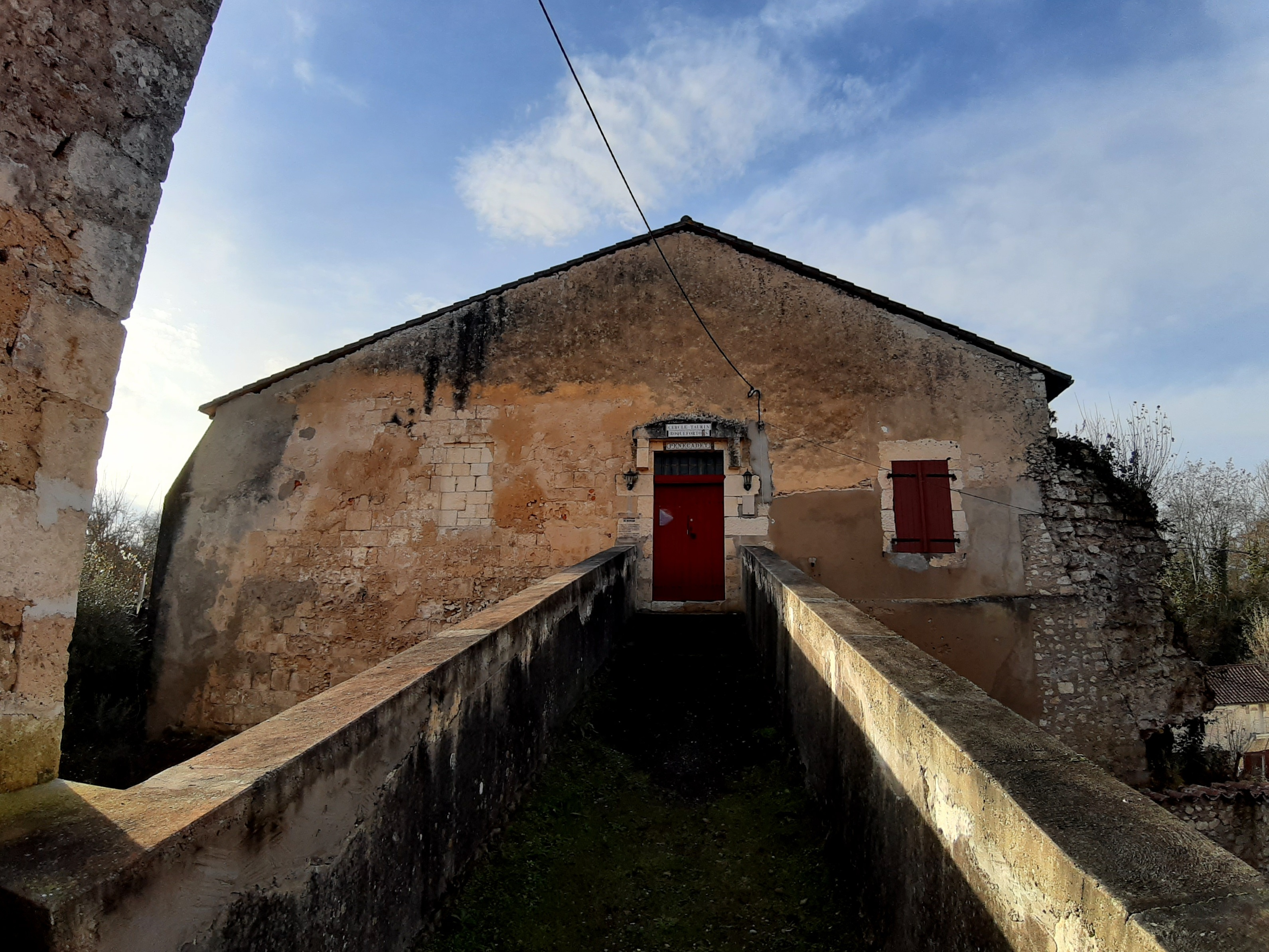
Rampe d'accès au château de Marsan

### Historique
Choix du site
Roquefort appartient à l'ancienne vicomté de Marsan,  créée à la fin du Xe siècle. Les premiers vicomtes de Marsan portent leur choix sur ce site pour y fonder le siège de leur seigneurie en raison des avantages qu'il procure. Dans cette région plane et sableuse, son relief, formé de couches calcaires de l'Ère secondaire, présente un dénivelé intéressant. Formant un promontoire naturellement protégé par deux cours d'eau, il possède les qualités recherchées pour établir un point de surveillance et de défense nécessaire à l'établissement d'un bourg castral. La présence de roche, qui inspirera le toponyme de Roquefort, dans une région qui en majoritairement dépourvue, offre un gisement de pierres qui sera exploité pour la construction du château de Marsan puis, au milieu du XIIIe siècle, du château de Foix et les éléments les plus anciens de l'église Sainte-Marie. Il existe aussi des raisons économiques à ce choix : les deux rivières mettent le Marsan en contact avec la vicomté voisine de Gabardan et permettent de transporter les marchandises par voie fluviale, procurant aux vicomtes des revenus grâce à la perception des taxes associées. L'ensemble de ces raisons favorise le choix des vicomtes d'édifier leur château de famille sur cette éminence rocheuse, à la confluence de la Douze et de l'Estampon.
Vie du château
Faute d'archive, on ignore la date de sa construction. La première mention qui nous soit connue est un document de 1108. On sait donc que sa construction est antérieure au début du XIIe siècle. Dans cet acte, le vicomte Loup Aner, père de Pierre de Marsan qui sera à l'origine entre 1133 et 1141 de la fondation de Mont-de-Marsan, fait don à l'abbaye bénédictine de La Sauve-Majeur d'un terrain à Roquefort pour qu'elle y bâtisse l'église Sainte-Marie vouée à devenir le siège d'un prieuré. Il n'existe aucune description ni illustration du château de Marsan, à l'exception d'une représentation de 1612 du peintre flamand Joachim Duviert, qui a dessiné les croquis de nombreuses villes d'Aquitaine. Erigé sur un socle rocheux, le château est protégé naturellement par la Douze au sud et l'Estampon à l'ouest. Un fossé est creusé de la main de l'homme entre ces deux rivières. Ainsi rempli d'eau, il protège le château au nord et à l'est. Une passerelle reliait la forteresse à la rive droite de l'Estampon, donnant accès à une tour crénelée qui en défendait les abords. Elle devait pouvoir être facilement abattue en cas d'attaque pour barrer l'accès des assaillants.
Le seigneur et sa famille résidaient dans un bâtiment qui a été détruit et qui comportait une salle de réception au rez-de-chaussée et des chambres à l'étage. Il devait se situer à l'est de la tour subsistante, les vestiges du départ de ses murs restant visibles de nos jours. C'est sans doute ici que naît le troubadour Arnaut-Guilhem de Marsan vers 1125. Les vicomtes vivent en ces lieux jusqu'à la construction du château Vieux à Mont-de-Marsan. Le 11 avril 1198, la vicomtesse de Marsan  Pétronille de Bigorre fait donation complète du château à son petit-cousin, un autre Arnaut-Guilhem de Marsan, sans doute le fils du précédent. Il reste le seul château de la ville pendant 50 ans jusqu'à l'édification du château de Foix, également appelé château de Pène-Cadet, au milieu du XIIIe siècle.
Fin du château
Au milieu du XVIe siècle, les seigneurs de Roquefort deviennent protestants. Le Marsan est lié au Béarn, dans lequel Jeanne d'Albret, la reine de Navarre convertie à la religion réformée, a fondé un important centre religieux à Orthez. Celui-ci a une forte influence sur la noblesse et la bourgeoisie du Béarn et du Marsan. Cela a pour effet d'attiser les guerres de Religion. Le coseigneur de Roquefort, Pierre de Marsan, est protestant. En 1570, une armée catholique s'empare de la ville de Roquefort, vide le château de Marsan de ses meubles, le met à sac, brûle l'ensemble des archives, contenant l'ensemble des actes médiévaux de la famille, constituant une perte irréparable. Françoise de Marsan demande une enquête au Parlement de Bordeaux sur le pillage et la destruction de ses biens. Le cahier d'enquête à la requête de dame Françoise de Marsan,  marquise de Lacaze, est conservé aux archives de la Gironde. En 1680, le château, qui n'est déjà plus qu'une ruine, est vendu aux seigneurs de Lassalle, qui sont aussi seigneurs de Canenx. Ses pierres ont probablement servi à la construction des bâtiments alentour.

## Galerie

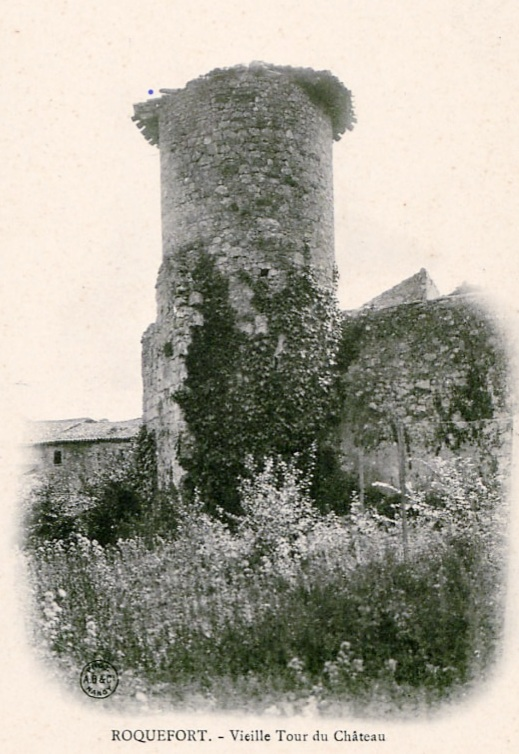
Vieille tour du château (v.1910)
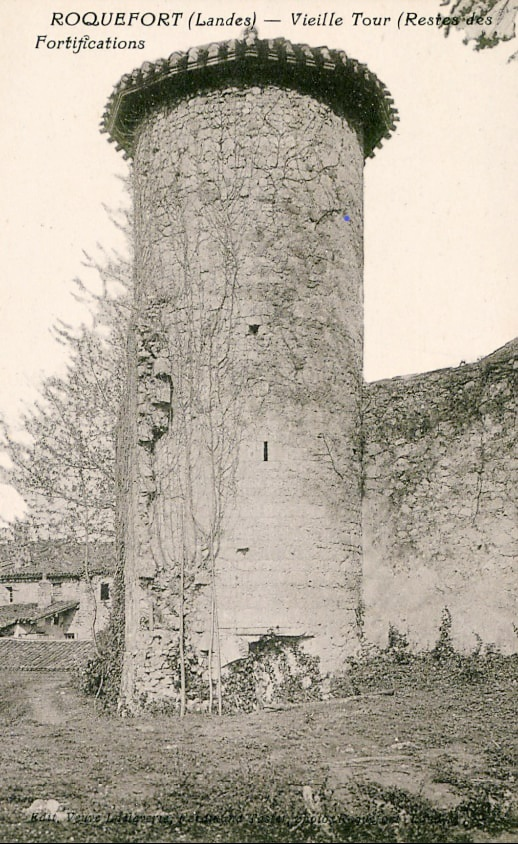
Vieille tour (reste des fortifications) v.1920